# Paleogen
| Perioada Paleogen Acum 66–23.03 milioane de ani PreЄ Є O S D C P T J K Pg N |                                           |
| O hartă a Pământului așa cum apărea în timpul epocii eocene, c. 40 Ma.      |                                           |
| Conținut mediu de O2 atmosferic pe durata perioadei                         | c. 26 vol % (130 % din nivelul modern)    |
| Conținut mediu de CO2 atmosferic pe durata perioadei                        | c. 500 ppm (2 ori nivelul preindustrial)  |
| Temperatura medie a suprafeței pe durata perioadei                          | c. 18 °C (4 °C deasupra nivelului modern) |

Paleogenul este o perioadă și un sistem geologic care se întinde pe o perioadă de 43 de milioane de ani, de la sfârșitul Cretacicului, acum 66 de milioane de ani, până la începutul Neogenului, acum 23,03 milioane de ani. Este începutul erei Cenozoice din actualul eon Fanerozoic. Terțiar a fost termenul anterior folosit pentru a defini intervalul de timp acoperit acum de perioada paleogenă și de perioada neogenă; în ciuda faptului că nu mai este recunoscut ca termen stratigrafic formal, „Terțiar” rămâne uneori în uz informal.
În timpul Paleogenului, mamiferele s-au diversificat de la forme relativ mici și simple la un grup mare de animale diverse, în urma extincției din Cretacic-Paleogen, care a pus capăt perioadei cretacice precedente.
Această perioadă este formată din epocile: paleocen, eocen și oligocen. Sfârșitul Paleocenului (56 Ma) a fost marcat de maximul termic Paleocen-Eocen, una dintre cele mai importante perioade de schimbări globale din cursul Cenozoicului, care a perturbat circulația oceanică și atmosferică și a dus la o schimbare majoră a mamiferelor. 

## Clima
Clima globală a Paleogenului a început cu o iarnă de impact scurtă, dar intensă, provocată de impactul Chicxulub. Această iarnă de impact intensă s-a încheiat cu o încălzire bruscă. După ce temperaturile s-au stabilizat, a continuat răcirea și uscarea constantă din intervalul rece al Cretacicului târziu-Paleogenului timpuriu, care a cuprins ultimele două etape ale Cretacicului târziu. În jurul datei de 62,2 Ma, a avut loc cel mai recent eveniment Danian, un eveniment hipertermic. În jurul a 59 Ma, s-a încheiat evenimentul termic Thanetian, care a marcat o îndepărtare de răcoarea relativă din Paleocenul timpuriu și mediu și începutul unei supraîncălziri intense.
Între aproximativ 56 și 48 Ma, temperaturile anuale ale aerului pe uscat și la latitudini medii au fost în medie de aproximativ 23–29 °C, ceea ce este cu 5–10 °C mai mare decât cele mai multe estimări anterioare. Pentru comparație, acest lucru a fost cu 10 până la 15 °C mai mare decât temperaturile medii anuale actuale din aceste zone. La granița Paleocen-Eocen a avut loc maximul termic Paleocen-Eocen, una dintre cele mai fierbinți perioade ale eonului fanerozoic, în timpul căreia temperaturile medii globale la suprafață au crescut până la 31,6 grade Celsius. Acesta a fost urmat de maximul termic mai puțin sever din Eocen 2, care a avut loc în jurul anului 53,69 Ma. Maximul termic eocen 3 a avut loc în jurul anului 53 Ma. Optimul climatic al Eocenului timpuriu a fost încheiat de evenimentul Azolla, în jurul anului 48,5 Ma, când cantități mari de dioxid de carbon au fost captate de Azolla. Din acest punct și până la aproximativ 34 Ma, a existat o tendință de răcire lentă, cunoscută sub numele de răcirea Eocenului mijlociu și târziu. O scădere bruscă a temperaturilor globale și formarea ghețarilor continentali în Antarctica au marcat sfârșitul Eocenului. Această răcire bruscă a fost cauzată parțial de formarea curentului circumpolar antarctic, care a scăzut semnificativ temperatura apei oceanice.

## Paleogeografie
În timpul Paleogenului, continentele au continuat să se deplaseze mai aproape de pozițiile lor actuale. India era în curs de coliziune cu Asia, formând Himalaya. Oceanul Atlantic a continuat să se lărgească cu câțiva centimetri în fiecare an. Africa se deplasa spre nord pentru a se ciocni cu Europa și a forma Marea Mediterană, în timp ce America de Sud se apropia de America de Nord (acestea se vor conecta mai târziu prin Istmul Panama). Mările interioare s-au retras din America de Nord la începutul acestei perioade. De asemenea, Australia se despărțise de Antarctica și plutea în derivă spre Asia de sud-est.

## Flora și fauna
Taxonii tropicali s-au diversificat mai rapid decât cei de la latitudini mai mari după extincția din Cretacic-Paleogen, ceea ce a dus la dezvoltarea unui gradient de diversitate latitudinal semnificativ. Mamiferele au început o diversificare rapidă în această perioadă. După evenimentul de extincție din Cretacic-Paleogen, care a dus la dispariția dinozaurilor non-aviari, mamiferele au început să evolueze de la câteva forme mici și generalizate la majoritatea varietăților moderne pe care le vedem astăzi. Unele dintre aceste mamifere au evoluat în forme mari care au dominat uscatul, în timp ce altele au devenit capabile să trăiască în medii marine, terestre specializate și aeriene. Cele care au luat calea oceanelor au devenit cetaceele moderne, în timp ce cele care au luat calea copacilor au devenit primate, grupul din care fac parte oamenii. Păsările au cunoscut, de asemenea, o radiație adaptativă pe măsură ce au ocupat cerul lăsat gol de pterozaurii acum dispăruți. Unele păsări care nu pot zbura, cum ar fi pinguinii, ratitele și păsările de teroare, au ocupat, de asemenea, nișele lăsate de hesperornithes și de alți dinozauri dispăruți.
Răcirea pronunțată din Oligocen a dus la o schimbare florală masivă, iar multe dintre plantele moderne existente au apărut în această perioadă. Plantele erbacee și ierburile, cum ar fi Artemisia, au început să prolifereze, în detrimentul plantelor tropicale, care au început să scadă. Pădurile de conifere s-au dezvoltat în zonele muntoase. Această tendință de răcire a continuat, cu fluctuații majore, până la sfârșitul Pleistocenului. Dovada acestei schimbări florale se găsește în înregistrările palinologice.